# Nora Tschirner
Pour les articles homonymes, voir Tschirner.
Nora Marie Tschirner, née le 12 juin 1981 à Berlin-Est dans l'ex-RDA est une actrice, présentatrice, musicienne, chanteuse et mannequin allemande.

## Biographie

### Enfance et formation
Nora Marie Tschirner naît à Berlin-Est dans l'ex-RDA, le 12 juin 1981. Elle est la fille du réalisateur de documentaires Joachim Tschirner (de) et de la journaliste radio Waltraud Tschriner. Elle grandit avec ses deux frères aînés dans la banlieue de Berlin-Pankow.
Elle a fréquenté le lycée Rosa-Luxemburg-Gymnasium (de), où elle a obtenu son Abitur en 2000. Lorsqu'elle était lycéenne, Nora Tschirner a joué dans des pièces de théâtre dans le cadre de l'atelier de son école aux festivals à Mühlhausen et Magdebourg.

### 2001-2007: Ses débuts en tant que présentatrice
En 2001, elle postule pour un casting en tant que présentatrice au MTV Allemagne, où elle travaille à partir de avril 2001.

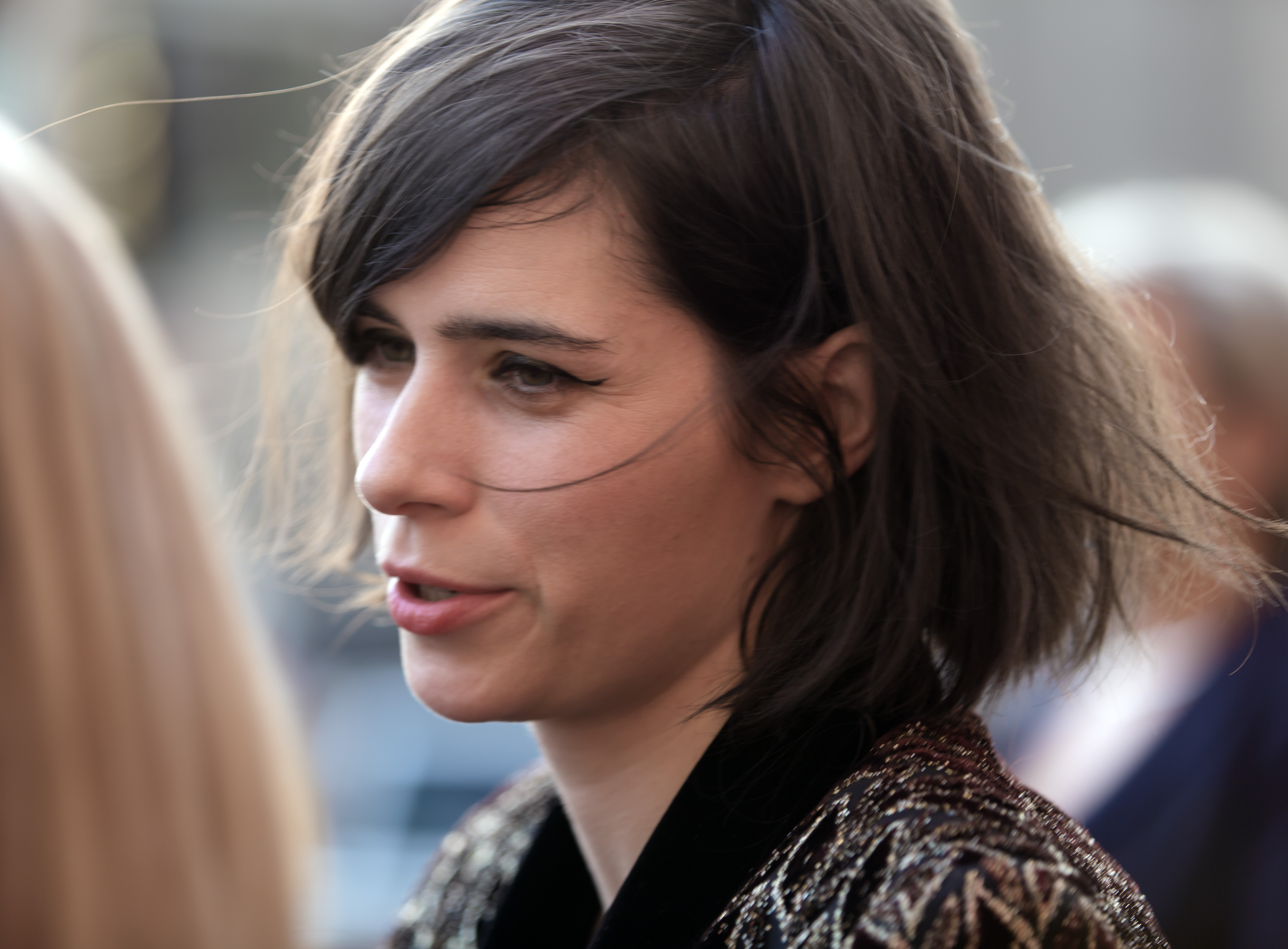
Nora Tschirner lors des Romy en 2015.

Elle a présenté diverses émissions de chansons. Elle a aussi joué les touristes pour l'émission de MTV Travel'N'Trend. Elle a présenté en alternance avec Markus Kavka les News de la chaîne musicale. Elle participe chaque année à la présentation des festivals organisés par MTV ("Rock am Ring" et "Campus Invasion") ainsi que chaque fin d'année au St Sylvester Countdown.
De 2004 à 2006, elle présente l'émission Blue Moon de façon irrégulière avec Stephan Michme sur Radio Fritz (RBB), une radio périphérique de la région de Berlin. En 2004 sur MTV elle est la partenaire de jeu de l'acteur Christian Ulmens dans l'émission Ulmens Auftrag.
En 2007, elle présente pour la dernière fois avant de se consacrer à sa carrière d'actrice les First Steps (Filmpreis) (de).

### 2001-à présent: Sa carrière d'actrice
Elle commence sa carrière d'actrice dans un rôle secondaire dans le film Wie Feuer und Flamme (de) en 2001. L'année suivante, elle obtient son premier rôle principal dans la série télévisée Sternenfänger Paula Behringer
En 2003, elle a joué le rôle de Katharina au côté de Matthias Schweighöfer dans Soloalbum (de).
En 2005, elle a joué dans Kebab Connection de Anno Saul, le rôle de Titzi, ce qui lui a valu un prix d'interprétation au festival du film Turquie/Allemagne mais aussi dans quelques rôles dans des séries télévisées dont Une équipe de choc et Abschnitt 40.
En 2007, elle interprète le rôle de Anna dans le film romantique Keinohrhasen au côté de Til Schweiger. Pour ce rôle, elle a obtenu un Bambi dans la catégorie de film national en 2008.
Elle joue dans 11 épisodes de la série télévisée Tatort de 2013 à 2021 . Elle double la voix allemande de Lara Croft dans le jeu vidéo sortie en 2013, Tomb Raider.

### Musicienne et chanteuse

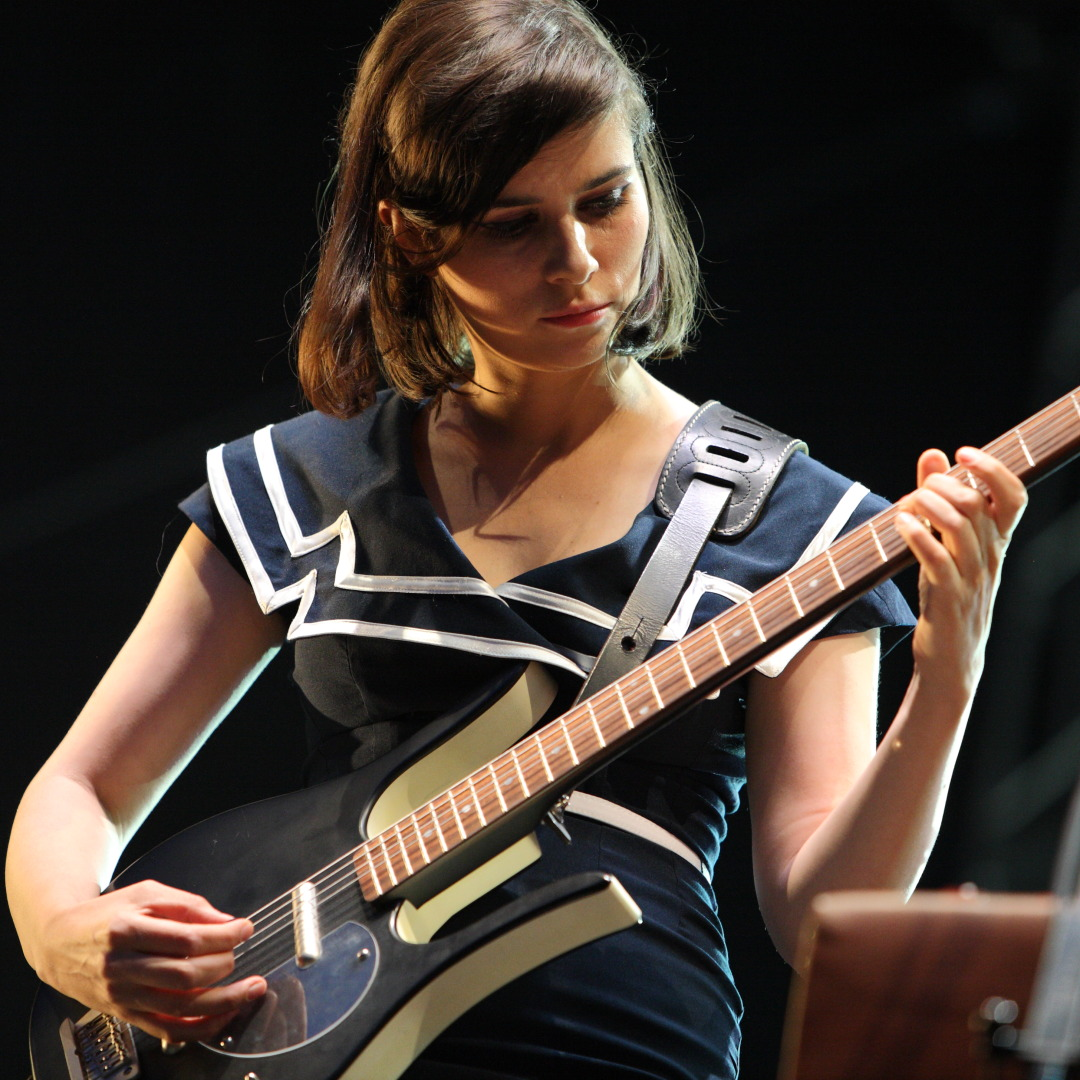
Nora Tschirner jouant dans son ancien groupe Prag en 2014.

En 2012, elle rejoint le groupe Prag (de) avec Erik Lautenschläger et Tom Krimi quelque temps après sa création par ceux-ci. Nora y joue plusieurs instruments dont la guitare, le xylophone, le glockenspiel et le Hackbrett mais elle y chante aussi.
En 2015, le groupe publie sur leur site le départ de celle-ci en raison de "leur différentes idées pour l'avenir du groupe".

## Filmographie

### Cinéma

#### Longs métrages
- 2001 : Wie Feuer und Flamme (de) de Connie Walther (de) : Anya
- 2003 : Soloalbum (de) de Gregor Schnitzler (de) : Katharina
- 2005 : Kebab Connection de Anno Saul : Titzi
- 2006 : Das Konklave (de) de Christoph Schrewe (de) : Vanozza
- 2006 : FC Venus – Angriff ist die beste Verteidigung (de) de Ute Wieland (de) : Anna Rothe
- 2007 : Keinohrhasen de Til Schweiger : Anna
- 2008 : La noche que dejó de llover de Alfonso Zarauza : La rusa
- 2009 : Vic le Viking (Wickie und die starken Männer) de Michael Herbig : Une blanchisseuse
- 2009 : Zweiohrküken (de) de Til Schweiger : Anna
- 2009 : Le Club des crocodiles (Vorstadtkrokodile) de Christian Ditter : La mère de Hannes
- 2009 : Mord ist mein Geschäft, Liebling (de) de Sebastian Niemann : Julia Steffens
- 2010 : Hier kommt Lola! (de) de Franziska Buch : Penelope Steg
- 2010 : Bon appétit de David Pinillos : Hanna
- 2010 : Le Club des crocodiles 2 (Vorstadtkrokodile 2) de Christian Ditter : La mère de Hannes
- 2011 : What a Man (film) (de) de Matthias Schweighöfer : Une jeune fille déguisée en Panda
- 2011 : Crocodiles, amis pour la vie de Wolfgang Groos : La mère de Hannes
- 2011 : C'est pas moi, c'est mon tic (de) de Andi Rogenhagen (de) : Personalchefin
- 2012 : Offroad (de) d'Elmar Fischer : Meike Pelzer
- 2012 : Das Pferd auf dem Balkon de Hüseyin Tabak : Lara
- 2012 : Girl on a Bicycle de Jeremy Leven : Greta Kluge
- 2013 : Everyone's Going to Die de Jones : Melanie
- 2014 : Alles ist Liebe (de) de Markus Goller : Kiki
- 2015 : Macho Man (2015) (de) de Christof Wahl (de)
- 2016 : Gut zu Vögeln (de) de Mira Thiel : Achim
- 2016 : SMS für Dich de Karoline Herfurth : Katja
- 2019 : Gut gegen Nordwind de Vanessa Jopp : Emma Rothner

#### Courts métrages
- 2006 : Nichts geht mehr d'Andreas Schaap : Nadja
- 2007 : Alice im Niemandsland (de) de Robin Polák (de) : Alice
- 2011 : Nullpunkt (de) d'Andreas Schaap : Eva Steinhausen

### Télévision

#### Séries télévisées
- 2002 : Sternenfänger : Paula Behringer
- 2004 : Une équipe de choc : Sicherheitsstufe 1 : Katharina Stein
- 2006 : Die ProSieben Märchenstunde : Hexe
- 2007-2011 : Ijon Tichy: Raumpilot : Analoge Halluzinelle
- 2011 : Le Journal de Meg : Mitzi Knechtlsdorfer
- 2015 : Couples : Palentin
- 2013-2021 : Tatort : Kira Dorn
- 2017 : jerks. (de) : Nora
- 2018 : Arthurs Gesetz : Claudia Lehmann

#### Téléfilm
- 2007 : Pour l'amour de Julien (de) de Jo Baier : Laura Melzer

### Doublage
- 2006 : Asterix et les Vikings : Abba (voix)

### Clip
- 2009 : OneRepublic - Secrets

## Distinctions
- 2005 : prix d'interprétation au Filmfestival Türkei/Deutschland
- 2017 : prix du Goldene Erbse